# Noritada Saneyoshi
Noritada Saneyoshi (jap. 實好 礼忠 Saneyoshi Noritada; ur. 19 października 1972) – japoński piłkarz występujący na pozycji obrońcy.

## Kariera klubowa
Od 1995 do 2007 roku występował w klubie Gamba Osaka.